# Leia subfasciata
Leia subfasciata är en tvåvingeart som först beskrevs av Johann Wilhelm Meigen 1818.  Leia subfasciata ingår i släktet Leia och familjen svampmyggor. Arten är reproducerande i Sverige. Inga underarter finns listade i Catalogue of Life.